# 上村奈帆
上村 奈帆（かみむら なほ、1988年7月4日 - ）は、日本の脚本家・映画監督。千葉県出身。日本映画学校（現日本映画大学）卒業。劇団ナナカマド主宰。

## 主な作品

### 映画
- マストアライブ（2006年） - 監督・脚本
- くそガキの告白（2012年、鈴木太一監督作品） - 照明[1][2]
- ビンゴ（2012年、福田陽平監督作品） - 照明[3][4]
- 蒼のざらざら（2013年） - 監督・脚本[5]
- 恋文X（2014年、市川悠輔監督作品） - 照明[6]
- 花と雲（2014年） - 監督・脚本[7]
- ラムネ☆スパークス（2014年） - 監督・脚本[8]
- 飛べないコトリとメリーゴーランド（2015年、市川悠輔監督作品） - 照明[9][10]
- 青春群青色の夏（2015年、田中佑和監督作品） - 照明[11][12]
- つづきの一歩（2017年） - 監督・脚本・編集[13]
- ばぁちゃんロード（2018年4月14日、アークエンタテインメント）- 脚本
- 書くが、まま（2019年2月9日、SPOTTED PRODUCTIONS）- 監督・脚本[14]
- 根矢涼香、映画監督になる。（2020年9月25日）- 監督・脚本・編集
- 僕の一番好きだった人（2020年）- 監督・脚本
- 話したりない夜の果て（2022年）- 監督・脚本・編集
- 市子（2023年12月8日）- 脚本（戸田彬弘と共同脚本）
- 三日月とネコ（2024年5月24日） - 監督・脚本

### テレビドラマ
- FLY! BOYS, FLY! 僕たち、CAはじめました（2019年、関西テレビ・フジテレビ） - 企画協力（モノガタリラボ）
- 夫を社会的に抹殺する5つの方法（テレビ東京） - 監督・脚本
  - Season1（2023年）
  - Season2（2024年）
- カメラ、はじめてもいいですか?（2023年、BS松竹東急） - 監督・脚本
- 僕らの食卓（2023年、BS-TBS） - 監督・脚本
- 財閥復讐〜兄嫁になった元嫁へ〜（2025年、テレビ東京） - 監督・脚本
- トウキョウホリデイ（2025年、テレビ東京） - 監督・脚本

### 配信ドラマ
- &美少女 NEXT GIRL meets Tokyo『meets 2 下高井戸×PM5:20 ＆南乃彩希』（2017年4月12日、フジテレビオンデマンド） - 脚本
- ショート・プログラム（Amazon Prime Video） - 監督・脚本
  - 「スプリングコール」（2022年3月1日）
  - 「近況」（2022年3月4日）

### PV
- 太陽族「SUNNY」 - 共同脚本・照明
- AS BROTHERS「そして僕は」「10円電車」 - 照明
- 乙女装置「失踪日和」 - 照明
- コンドウヒロユキ「スペシャル」 - 照明
- ハンドサイン「この手で奏でるありがとう」 - 脚本
- SWANKY DOGS「ワンダーライフ」「こえ」「季節の変わり目に」 - 監督・脚本
- 花男「銀河」 - 監督・脚本
- システム、オール、グリーン「あなたが死んだら死ぬほど悲しい」「モルヒネ」 - 撮影

### 映像作品
- ショートムービー「シジュウカラの羽根」（フリーペーパー「AU LAIT」02） - 監督[15]
- LINE VISON「そらぞら」 - 脚本・監督
- ショートフィルム「つづきの一歩」 - 脚本・監督
- ショートフィルム「決別」 - 脚本・監督
- ショートフィルム「時を越える絆」 - 脚本・監督

### CM
- JALインフォマーシャル「今ラインをこえて」 - 脚本・監督

### 舞台
- 野外劇〜誕生〜（2017年9月23日-9月24日、88生まれの女たち公演） - 脚本・演出[16]

### 漫画
- ザッケン!（2021年 - 2023年、マンガワン連載、作画：プクプク） - 原作（モノガタリラボと共同）

## 劇団ナナカマド
主宰である上村奈帆自身が脚本・演出を務める、演劇集団。2015年冬に結成された。

名称の由来は、白い雪の中で咲く赤いナナカマドの実のような、日常を彩る物語を届けることを目指して命名。

2016年7月に旗揚げ公演である、『放課後のユートピア』（第二回松田優作賞最終選考ノミネート・日本劇作家協会新人戯曲賞第一次先行通過作品）を、渋谷区・参宮橋トランスミッションにて上演。

### 公演
- 放課後のユートピア（2016年7月27日-、劇団ナナカマド公演） - 脚本・演出[17]
  - 出演 - 富岡英里子[17]・園田裕美[17]・日下部一郎[17]・生沼勇[17]・中村唯[17]・矢島理佐[17]・平澤瑤[17]・今井紫普[17]・古木将也[17]・和田みさ[17]